# Sint-Lambertuskerk (Montegnée)

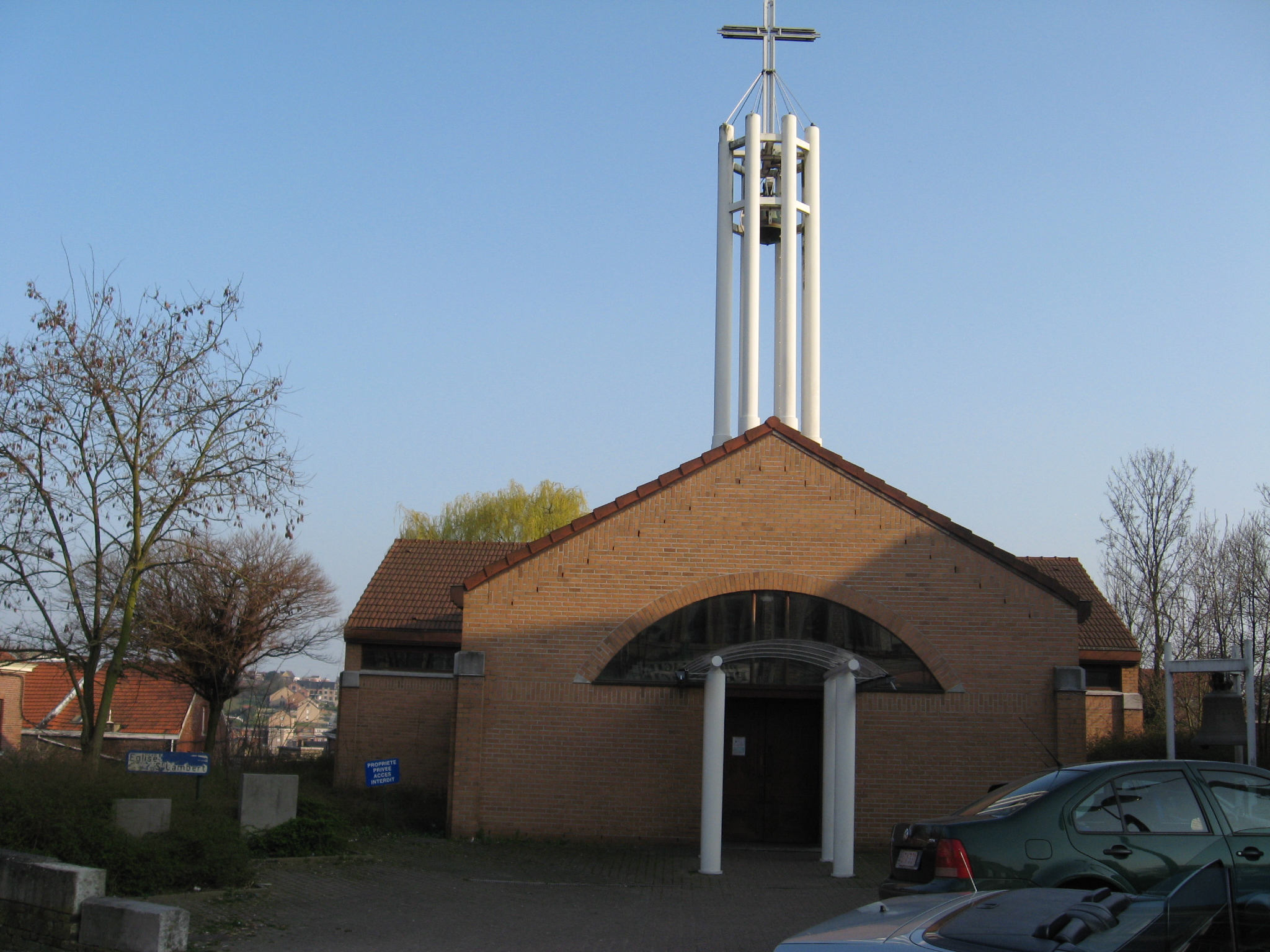
De nieuwe Sint-Lambertuskerk

De Sint-Lambertuskerk (Église Saint-Lambert) is de dekenale parochiekerk van Montegnée, gelegen aan het Place Cri du Perron.

## Geschiedenis
In 1875 werd hier een neogotische kerk gebouwd. Architect was Joseph Rémont. Het was een grote, basilicale kerk met hoge voorgebouwde toren. Deze bevatte gepolychromeerd houten beelden van Sint-Laurentius en Sint-Rochus uit eind 18e eeuw. Ook was er een gedeeltelijk gepolychromeerd houten Christusbeeld, toegeschreven aan Jean Delcour.
Deze kerk werd echter zwaar beschadigd door de aardbeving van 1983. In 1984 werd de kerk gesloopt. Ze werd vervangen door een moderne bakstenen kruiskerk onder zadeldaken, met een open betonnen dakruiter als klokkentoren.